# Honda S360

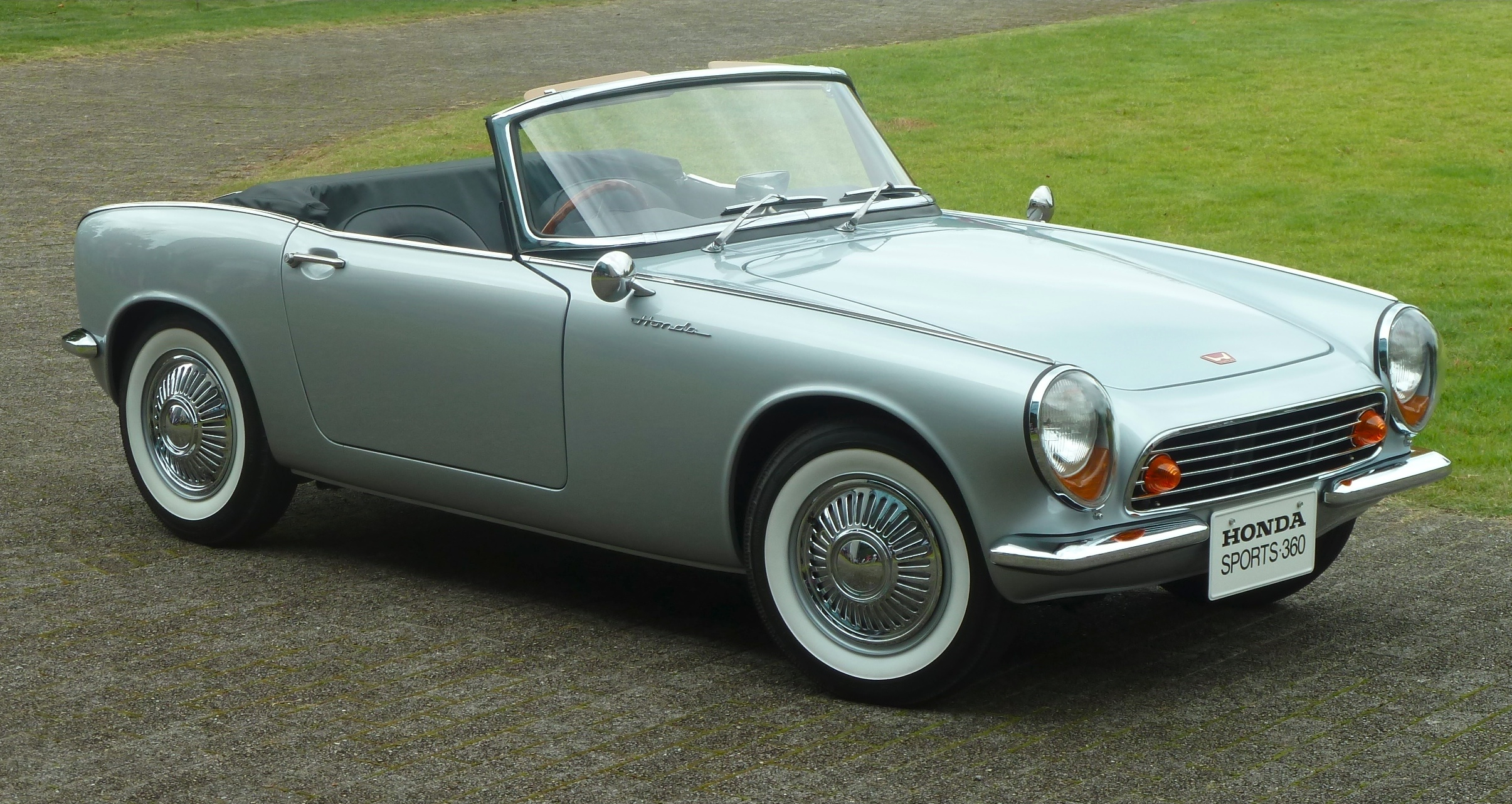
Honda Sports 360 prototype am Honda Sports 50th Anniversary in Motegi/Japan 2013

Das Vorserienmodell S360 (Typcode AS250) von 1962 war das erste Honda-Automobil. Das S stand für Sports Car und die Zahl für den Hubraum in cm³. Dieses Cabriolet war der Vorläufer der Sports-Serie Honda S500 / Honda S600 / Honda S800.
Er wurde am 25. Oktober 1962 auf der 9. Tokyo Motor Show neben dem T360 (T steht für mini truck, kleiner Lastwagen, Typcode AK250) und dem S500 (Typcode AS280) der Öffentlichkeit präsentiert.

## Entwicklung und Vorstellung
1955 hatte das MITI (Ministry of International Trade and Industry) vorgeschlagen, in Japan ein viersitziges „People’s Car“, also einen Volks-Wagen, mit einer Höchstgeschwindigkeit von 100 km/h mit einem Preis von 150.000 Yen zu bauen.
Auch Honda war dadurch angeregt worden, über den Bau von PKW nachzudenken.
Die PKW-Entwicklung bei Honda begann 1958 mit einer kleinen Gruppe von 50 neuen Mitarbeitern, die die erste Entwicklungsabteilung für Automobile bildete. Yoshio Nakamura, der spätere Formel-1-Teammanager, war als Projektleiter der Honda-Sports-Serie verantwortlich. Motoo Nakajima leitete den Bereich Karosserie, Lenkung und Fahrwerk. 1957, im Alter von 39 verließ er Kurogane für Honda und ihm wurde die dritte Honda-Forschungsabteilung bei Honda R&D übertragen.
Zuerst wurden ihm nur sieben junge Ingenieure zu Seite gestellt. Bei der Entwicklung des TAS260 waren schon mehr beteiligt. Takashi Kume, Tadashi, Mori Teruyuki und Niimura Kimio waren für die Motorenentwicklung zuständig. Die Kraftübertragung übernahmen Tadashi Nakamura, Yoshio Kurihara und Kiyoshi Kume. Das Chassis war die Aufgabe von Kiyoshi Mori und Nagatomo Makoto arbeitete rund um den Hilfsrahmen. Die Karosserie gestaltete Nakashima Hazime, den Innenraum Taisuke Mori, Kawamura Masao und Hagiwara Hidekuni. Die Entwicklung der Hinterachse und des Chassis übertrug man Kiyoshi Mori, die der Vorderachse Kamiyama Mikihiro.
Im Oktober 1958 waren die Entwürfe fertig, Anfang 1959 wurde der erste Prototyp XA170 fertiggestellt und die ersten Fahrversuche unternommen. Er hatte einen längs eingebauten luftgekühlten Vierzylinder-V-Motor mit 60 Grad Bankwinkel und zwei Vergasern, der mit einem Viergang-Getriebe kombiniert wurde. Dieser Versuchsträger war nur für die ersten Versuche konstruiert worden und hatte einen Semi-Monocoque-Rahmen mit einem flachen Boden, auf dem man auch Rücksitze installieren konnte.
Die Motorhaube und Kotflügel waren aus Blechteilen und angeschraubt. Das Dach und die Türen bestanden aus Kunststoff-Teilstücken und waren angeklipst.
Wegen verschiedener Einschränkungen der Luftkühlung wurde dieser Vierzylinder-V-Motor zunächst als nicht geeignet verworfen. Die Luftkühlung war eine Obsession Sōichirō Hondas, er hielt bis Mitte der sechziger Jahre an luftgekühlten Motoren fest, wurde aber nach Absatzproblemen von den Vorteilen der Wasserkühlung durch seine Ingenieure überzeugt.
1967 kam aber zunächst der N360 und 1968 der N600 mit einem querliegenden luftgekühlten Zweizylinder-Motor auf den Markt. In der Honda 1300/145-Modellreihe wurden ab 1969 auch luftgekühlte Vier-Zylinder-Motoren vorn quer eingebaut.
Der folgende zweisitzige Prototyp XA190 vom Dezember 1958 hatte nun einen längs eingebauten luftgekühlten Vierzylinder-Boxer-Motor mit zwei Vergasern und einem Viergang-Getriebe. Die Karosserie war aus Polyester.
Im Prototyp TAS260 von Mai/Juni 1962, dem wahren Vorläufer des S360, konnte man jetzt schon den kleinen Sportwagen erkennen, ihm wurde nun ein wassergekühlter 360-cm³-4-Zylinder-Motor (XA250) eingebaut und getestet. Von ihm wurden zwei Exemplare im Honda Institute of Technology Albino / Wako gebaut.
In den Prototypen 3X120 im April 1962 und XAK250 im Juni 1962 kam für den Kleintransporter T360 ebenfalls ein wassergekühlter 360-cm³-Motor zum Einsatz.
Die japanische Regierung, vertreten durch das MITI, hatte 1962 beschlossen, ein Gesetz zu verabschieden, in dem nur drei Firmen die Rechte zum Bau von Automobilen erhalten sollten.
Die Farben rot und weiß an kommerziellen Fahrzeugen waren per Gesetz verboten, die Honda eigentlich für seine neuen Fahrzeuge bevorzugte.
Man glaubte, dass man weiße Fahrzeuge mit der Ambulanz oder der Polizei (weiß/schwarz) und rote mit der Feuerwehr verwechseln könnte.
Sōichirō Honda setzte sich mit Hilfe der japanischen Zeitung Asahi Shimbun in einem Artikel für die freie Wahl der Farbe an Fahrzeugen ein. Das Verbot wurde wenig später aufgehoben.
Die erste Präsentation des roten S360 (TAS260) war am 5. Juni 1962 auf dem 11. National Honda Meeting auf der Honda-eigenen und bald danach fertiggestellten Suzuka-Rennstrecke.
Sōichirō Honda selbst steuerte den Wagen zu dieser internen Präsentation, wo auch ein paar privilegierte Händler anwesend waren.
Diese Händler waren froh, nun bald Fahrzeuge anbieten zu können, um in den Wintermonaten die nachlassenden Motorradverkäufe aufzufangen.
Die erste offizielle Präsentation des S360 (AS250) war am 25. Oktober 1962 auf der 9. Tokyo Motor Show.
Das silbermetallic-farbene S360-Cabriolet wurde mit einem wassergekühlten 360-cm³-Motor neben dem T360 (T steht für mini truck, kleiner Lastwagen) und dem scharlachroten S500 präsentiert.
Von diesen insgesamt zwölf S360-Prototypen ist kein Exemplar erhalten geblieben.

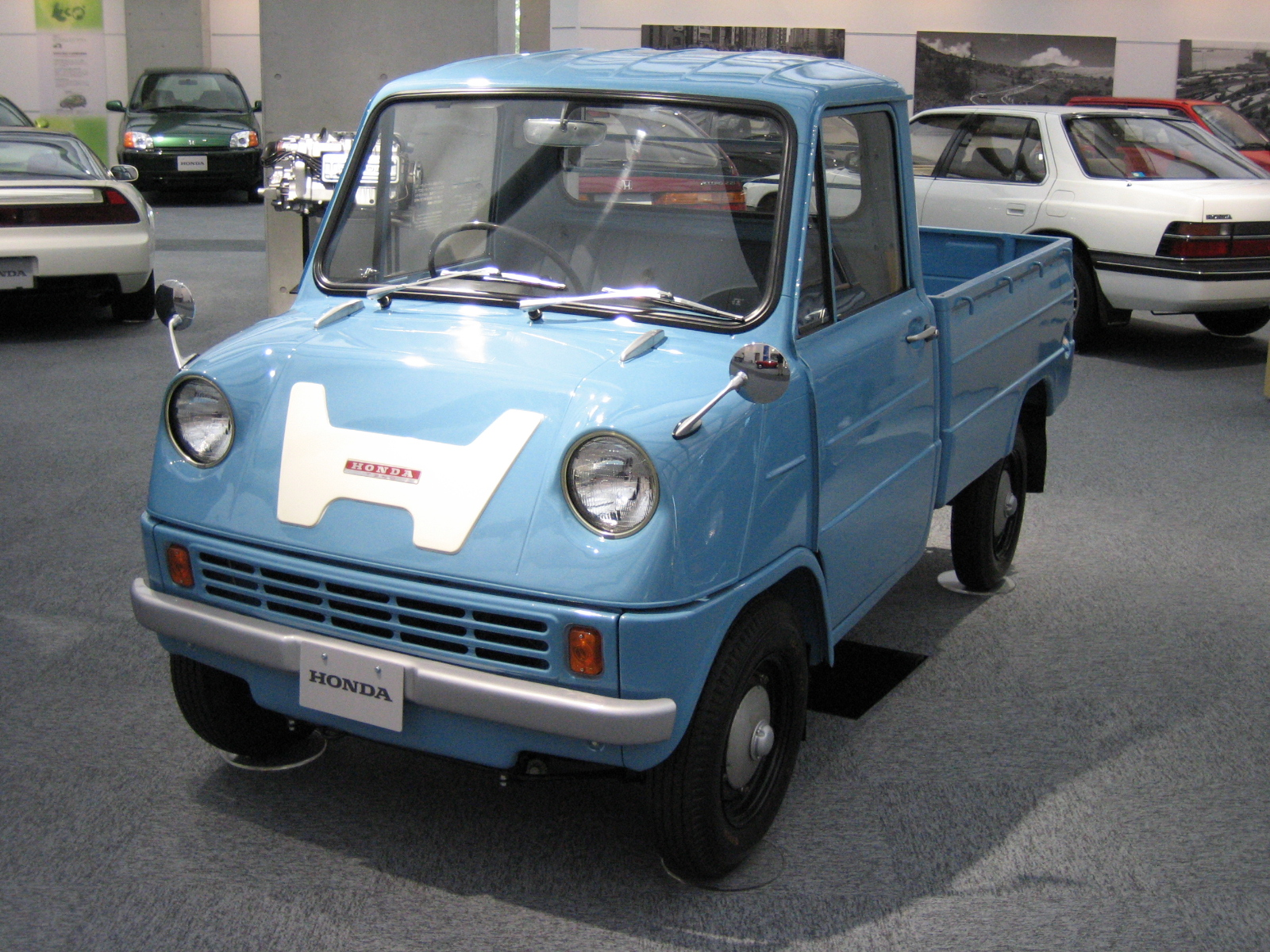
Honda T360

Aufgrund von Marketingüberlegungen wurde der S500 als das bessere Fahrzeug, auch für den Export, erachtet. Nur der T360, der im August 1963 auf den japanischen Markt kam, hatte nun den wassergekühlten 360-cm³-Motor mit zivileren 30 PS (22 kW) bei 8.500 min−1.

## Technik
Der kleine wassergekühlte 360-cm³-Hochleistungsmotor aus Aluminiumguss war vorne längs und 45 Grad nach links um die Längsachse geneigt im Motorraum platziert, um eine geringere Einbauhöhe zu ermöglichen.
Für die Lagerung der Kurbelwelle, der zwei obenliegenden Nockenwellen und für die unteren Pleuellager benutzte Honda Nadellager, wodurch man neben kleineren Reibungsverlusten auch geringere Schmier- und Kühlprobleme erreicht hatte. Vier Keihin-Horizontal-Drosselklappenvergaser versorgten den Motor mit dem Gemisch, der damit 33 PS (24 kW) bei 9.000/min produzierte. Die mittlere Kolbengeschwindigkeit bei Nenndrehzahl war damit 14,1 m/s. Daraus ergab sich eine herausragende Literleistung von 92,6 PS/l.
Einige Motorenkonstrukteure von Honda gehörten übrigens dem Konstruktionsteam von Dr. Nakagawa an, unter dessen Leitung die Triebwerke des Zero-Jägers (Mitsubishi A6M) entstanden.
Die Kraft wurde über eine Kardanwelle und Differential über zwei Antriebswellen und von dort über je eine Kette links und rechts auf die Hinterräder übertragen.
Die Kettenkästen mit Ölbad waren als Schwingen durch Schraubenfedern mit innenliegenden Teleskopstoßdämpfern am Rahmen abgestützt. Der Wagen hatte somit eine Einzelradaufhängung. Dieses Bauprinzip wurde für die ganze Sports-Baureihe beibehalten. Nur der spätere S800 bekam ab Mai 1966 eine konventionelle Starrachse an Längslenker und Panhardstab.
Die Vorderräder waren an Querlenkern geführt und durch Stoßdämpfer gedämpft, sowie durch einen links und rechts längsliegenden Drehstab, der im Rahmen befestigt war, gefedert.
Die Verzögerung übernahmen vier Trommelbremsen.
Die Instrumente bestanden aus dem Drehzahlmesser bis 11.000 min−1 (roter Bereich 9.000 min−1), Tachometer bis 140 km/h, Kühlwasserthermometer, Amperemeter und der Kraftstoffanzeige.
Der S360 hatte vorne eine geteilte Stoßstange und nur ein Auspuffendrohr.
Über dem Scheinwerfer und Standlicht war je eine Glaskuppel angebaut. Der Kühlergrill hatte vier Streben, in dem die Blinker integriert waren. Das Softtop-Verdeck war voll versenkbar.
Der erste rote Prototyp TAS260 des S360 hatte einen Rohrrahmen und die Karosserie war vorwiegend aus Polyester, das im japanischen Buch Honda Sports so beschrieben wird. Er wurde am 11. National Honda Meeting an der Suzuka Rennstrecke präsentiert.
Der zweite, weiße oder silberne Prototyp (TAS260) wurde auch an der Suzuka-Rennstrecke gezeigt.
Der Prototyp hatte einen Kastenrahmen aus Stahl und eine Karosserie aus Aluminium.
Er hatte noch 6"-Hauptscheinwerfer (= 152 mm). die Karosserie etwas rundlicher ausgebildet und vom Hauptscheinwerfer bis zum vorderen Radausschnitt etwas länger. Der Frontgrill war etwas schmaler als beim folgenden AS250.
Der dritte, silbermetallic-farbene Prototyp S360 (AS250) wurde auf der 9. Tokyo Motor Show präsentiert und hatte 7"-Hauptscheinwerfer (= 178 mm). sowie einen seitlichen verschließbaren Tankdeckel. Auch dieser Prototyp hatte einen Stahl-Kastenrahmen, aber die Karosserie war nun aus Stahlblech.
Von ihm wurden 1962 erst zwei Exemplare im Honda Institute of Technology Albino / Wako und 1963 nochmals acht Exemplare im Honda-Werk Hamamatsu gebaut. Fünf weitere unvollständige Exemplare dienten der Entwicklung des S500.
Da der Wagen mit 2,99 m kürzer als 3 m war, brauchte der Käufer keinen eigenen Abstellplatz nachzuweisen, wie es für längere Fahrzeuge in Japan vorgeschrieben ist. So konnte er einen großen Käuferkreis erreichen.
Diese Kleinstwagen wurde in den 60er Jahren in Japan als die Kei-Car-Klasse bezeichnet.

## Modellübersicht
| Technische Daten              | S360 Prototyp | S500 | S600 | S800 |
| Motor                         | Reihen-Vierzylinder-Viertaktmotor (Leichtmetall), wassergekühlt, DOHC, 4 Keihin-Horizontal-Drosselklappenvergaser | Reihen-Vierzylinder-Viertaktmotor (Leichtmetall), wassergekühlt, DOHC, 4 Keihin-Horizontal-Drosselklappenvergaser | Reihen-Vierzylinder-Viertaktmotor (Leichtmetall), wassergekühlt, DOHC, 4 Keihin-Horizontal-Drosselklappenvergaser | Reihen-Vierzylinder-Viertaktmotor (Leichtmetall), wassergekühlt, DOHC, 4 Keihin-Horizontal-Drosselklappenvergaser |
| Hubraum                       | 356 cm³ | 492 cm³ | 606 cm³ | 791 cm³ |
| Bohrung × Hub                 | 49 × 47 mm | 54 × 58 mm | 54,5 × 65 mm | 60 × 70 mm |
| Verdichtung                   | 9,5 : 1 | 9,5 : 1 | 9,5 : 1 | 9,2 : 1 |
| Leistung                      | 33 PS bei 9000 min−1                                                                                              | 40 PS bei 8000 min−1                                                                                              | 57 PS bei 8500 min−1                                                                                              | 67,2 PS (49 kW) bei 7570 min−1                                                                                    |
| max. Drehmoment (SAE)         | 26,5 Nm bei 7000 min−1                                                                                            | 37,3 Nm bei 8000 min−1                                                                                            | 51 Nm bei 5500 min−1                                                                                              | 68,6 Nm bei 5800 min−1                                                                                            |
| Vergaser                      | Solex Mikuni BSW28                                                                                                | KEIHIN CVB 31-26-1/RP 35-29P-40                                                                                   | KEIHIN CVB 31-26-1                                                                                                | KEIHIN CVB 36N-30-A1/ab 1968=1000-338-00                                                                          |
| Motorgewicht                  | ? | 118 kg | 102 kg | 105 kg |
| Karosserie                    | Leiterrahmen mit Ganzstahlkarosserie                                                                              | Leiterrahmen mit Ganzstahlkarosserie                                                                              | Leiterrahmen mit Ganzstahlkarosserie                                                                              | Leiterrahmen mit Ganzstahlkarosserie                                                                              |
| Fahrwerk vorne                | Einzelradaufhängung mit Querlenker, Drehstab, Stoßdämpfer, Stabilisator                                           | Einzelradaufhängung mit Querlenker, Drehstab, Stoßdämpfer, Stabilisator                                           | Einzelradaufhängung mit Querlenker, Drehstab, Stoßdämpfer, Stabilisator                                           | Einzelradaufhängung mit Querlenker, Drehstab, Stoßdämpfer, Stabilisator                                           |
| Fahrwerk hinten               | Einzelradaufhängung mit Kettenkastenschwinge und Schraubenfeder                                                   | Einzelradaufhängung mit Kettenkastenschwinge und Schraubenfeder                                                   | Einzelradaufhängung mit Kettenkastenschwinge und Schraubenfeder                                                   | Starrachse, Längslenker, Panhardstab, Schraubenfedern                                                             |
| Länge × Breite × Höhe (mm)    | 2990 × 1295 × 1146                                                                                                | 3195 × 1295 × 1146                                                                                                | 3300 × 1400 × 1200                                                                                                | 3335 × 1400 × 1215                                                                                                |
| Radstand (mm)                 | (TAS260=1950) 2000                                                                                                | 2000 | 2000 | 2000 |
| Bodenfreiheit (mm)            | 160 | 160 | 160 | 160 |
| Serienbereifung               | 5.20–12 2PR | 5.20–13 | 5.20–13 4PR | 145 oder 155 SR13                                                                                                 |
| Wendekreis                    | 8,4 m | 8,6 m | 8,6 m | 8,8 m |
| Leergewicht                   | 510 kg | 725 kg | 720 kg (730 kg Coupé)                                                                                             | 740 kg (755 kg Coupé)                                                                                             |
| Höchstgeschwindigkeit         | über 120 km/h | über 130 km/h | 145 km/h | 160 km/h |
| Beschleunigung 0–100 km/h     | ca. 20 s | ca. 18 s | 13,8 s (13,9 s Coupé)                                                                                             | 13,7 s |
| Tankinhalt                    | 25 Liter | 25 Liter | 30 Liter | 35 Liter (30 Liter Coupé)                                                                                         |
| Verbrauch (Super Plus 98 ROZ) | 5 l/100 km bei 90 km/h                                                                                            | 5 l/100 km bei 100 km/h                                                                                           | 5,3 l/100 km bei 100 km/h                                                                                         | 8 l/100 km bei 110 km/h                                                                                           |
| Neupreis                      | nicht im Verkauf                                                                                                  | 459.000 Yen (nur Japan)                                                                                           | 509.000 Yen (Japan)                                                                                               | 7.750 DM (1967)                                                                                                   |
| Produktionszeit               | 1961–1963 | Okt. 1963–Sept. 1964                                                                                              | März 1964–1966 | Jan. 1966–Mai 1970                                                                                                |
| Produktion (Stückzahl)        | 12 Cabriolet | 1353 | 13.084 | 11.523 |

## Produktion-Übersichtstabelle

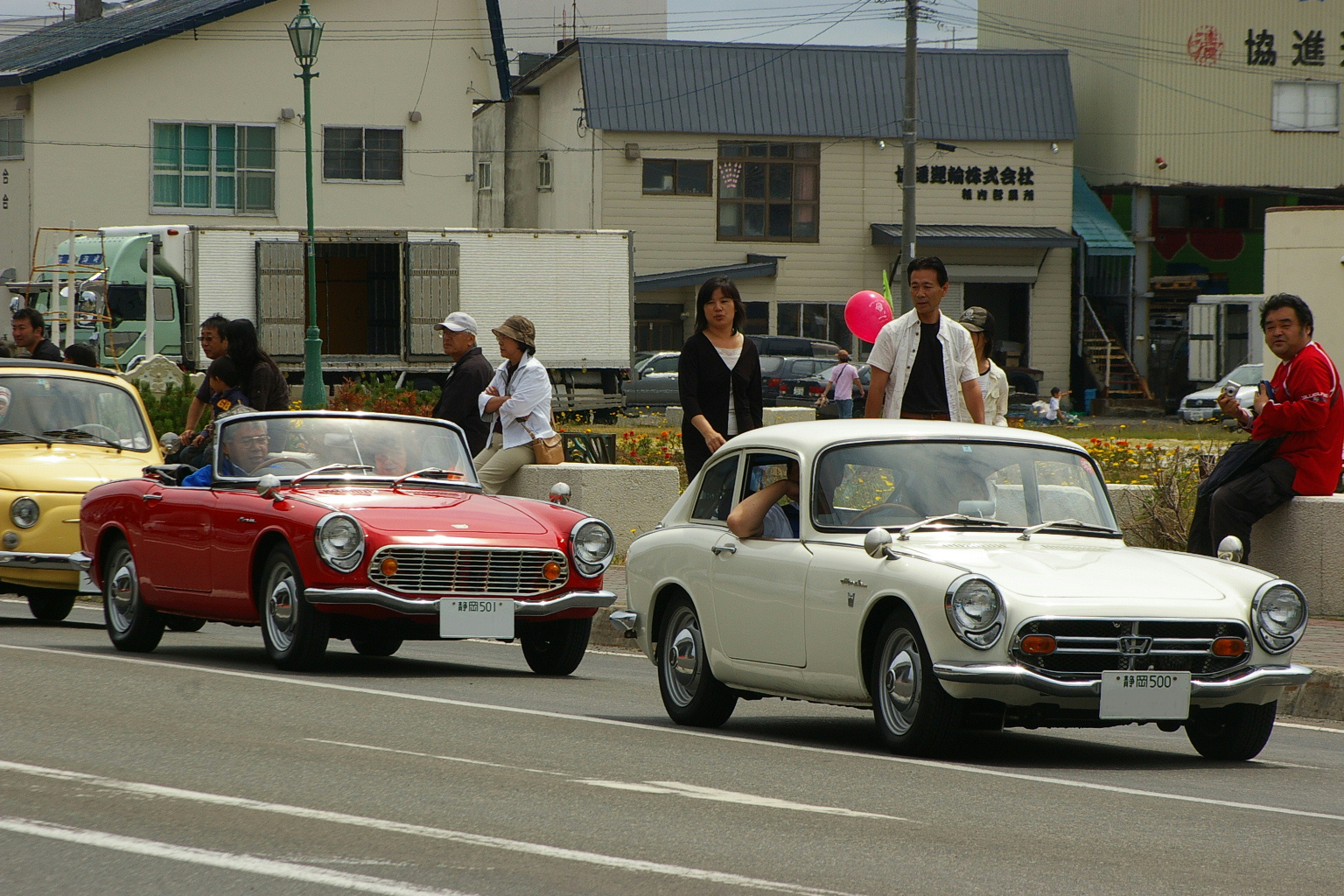
Honda S600 Cabrio + S800 Coupé in Japan

| Stückzahl       | S500 Cabrio | S600 Cabrio | S600 Coupé | S800 Cabrio | S800 Coupé | Gesamtstückzahl |
| 1963            | 136         |             |            |             |            | 136             |
| 1964            | 1227        | 3912        |            |             |            | 5139            |
| 1965            |             | 7261        | 1519       | 11          | 8          | 8799            |
| 1966            |             | 111         | 281        | 1734        | 539        | 2665            |
| 1967            |             |             |            | 888         | 4248       | 5136            |
| 1968            |             |             |            | 990         | 2291       | 3281            |
| 1969            |             |             |            | 147         | 509        | 656             |
| 1970            |             |             |            | 15          | 143        | 158             |
| Stückzahl       |             | 11284       | 1800       | 3785        | 7738       |                 |
| Gesamtstückzahl | 1353        | 13084       | 13084      | 11523       | 11523      | 25.960          |

## Nachbau
Honda Motor Co. Ltd. hat ein Exemplar eines Sports360 Prototyp nach alten Plänen nachgebaut und am 13. und 14. Oktober 2013 beim Honda Sports 50th Anniversary in Motegi/Japan der Öffentlichkeit präsentiert. Dieses Fahrzeug wurde auch auf der Tokio Motor Show 2013 neben dem neuen S660 CONCEPT gezeigt.